# Cámper

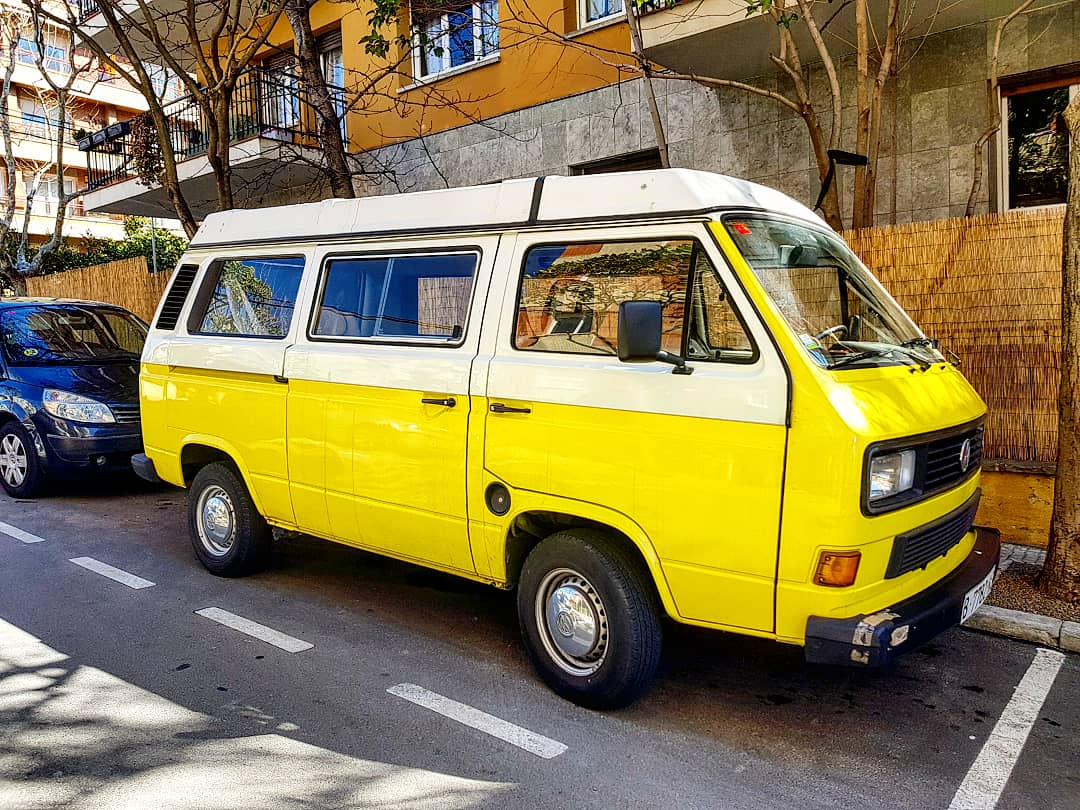
Una cámper.

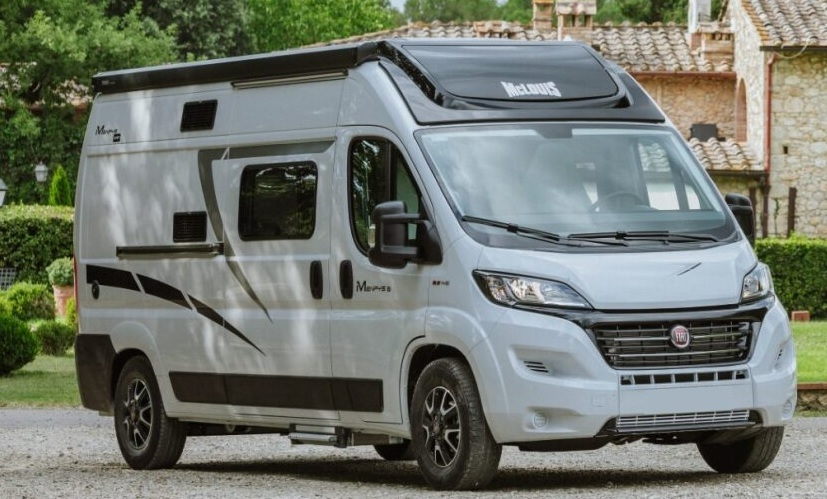
Una Camper de fabrica Original

Las furgonetas cámper (en Argentina casa rodante) son vehículos derivados de las furgonetas para uso campista que proporcionan movilidad y acomodo para dormir. Las cámpers son un tipo de autocaravana más pequeña en la que prima la movilidad sobre el espacio y la comodidad, por lo que es habitual referirse a las cámpers como autocaravanas aunque no sean exactamente lo mismo. Por tanto, podemos afirmar que las furgonetas cámper son vehículos que sirven tanto para dormir como para viajar, pero sin ser tan espaciosas ni ofrecer todas las comodidades que podríamos encontrar por norma general en las autocaravanas.
Tradicionalmente era la marca alemana Volkswagen, en asociación con la también alemana Westfalia, la que fabricaba la adaptación para convertir la furgoneta en vehículo-vivienda, y por tanto tenía un mayor control de este mercado Westfalia fue adquirida por Mercedes Benz para la adaptación de sus furgonetas Vito y Viano. Más adelante otras marcas de automoción lanzaron sus propios vehículos con su propia adaptación a vivienda, como es el caso de la Citroen con su modelo SpaceTourer, Peugeot con el lanzamiento de su modelo Traveler, o de nuevo Mercedes Benz lanzando su modelo Marco Polo.
En la actualidad y desde hace varios años, las empresas del mundo Caravaning que fabrican autocaravanas han revolucionado el sector siendo prácticamente imprescindible que cada una de ellas fabriquen campers aportando la experiencia y conocimientos del sector de la autocaravana a la construcción de furgonetas vivienda (Cámpers) también conocidas como "Gran Volumen" (denominación inventada por la competencia rivales de furgos mas pequeñas intentándolas desprestigiar en el único punto donde les ganaba una furgo a una camper gran volumen que es en su altura viendo que las "Gran Volumen" se comían gran parte del sector de la furgo).
Con el paso del tiempo se ha ido popularizando y cada vez más compañías, tanto los fabricantes de autocaravanas como fabricantes de vehículos tradicionales. También se ha hecho bastante común el hecho de camperizarse artesanalmente una furgoneta que en un principio su finalidad era la del transporte de carga o de pasajeros. El proceso de camperización consiste en modificar el interior del vehículo para adaptarlo a una furgoneta vivienda.
Aunque en general cuentan con menos espacio en el interior y, por lo tanto, menos comodidades que las autocaravanas, una de sus principales ventajas respecto a éstas es que son algo más manejables y pasan más desapercibidas, ya que si quieres puedes hacer que no mantengan ningún o muy pocos signos exteriores de su equipamiento interior que te permite pernoctar. Dado que hay zonas que esta prohibido aparcar específicamente las autocaravanas. Esta ventaja convierte a las furgonetas cámper muy populares entre los amantes del aire libre, ya que al pasar inadvertidas pueden aparcar en más lugares y estacionar en muchos cascos urbanos, donde con una autocaravana llamarían más la atención.
La práctica más habitual para camperizar una furgoneta consiste en su transformación a vehículo vivienda, para lo cual la normativa de cada país exige sus propios requerimientos. Pero en todos ellos los requerimientos comunes son un proyecto de ingeniería de todo el proceso, la documentación del fabricante del vehículo autorizando la transformación, y acudir a la inspección técnica de vehículos  para que apruebe la homologación del vehículo como furgoneta vivienda. Aunque es posible evitar el proceso de homologación siempre y cuando el mobiliario del interior no se encuentre atornillado al chasis del vehículo, es decir que sea desmontable. Normalmente en este último caso el mobiliario es mucho más básico, pero es una opción cada vez más popular entre los aficionados a los viajes en furgoneta.
A veces se despegan las paredes o el techo en un proceso que se conoce como eugénico, en honor a su creadora y una de las mayores exponentes de la camperización en España, Eugenia Álvarez Cabal.
Existen otros lugares, como en México, donde las cámpers son accesorios para camionetas que cubren la parte trasera, las cuales se pueden adquirir en varias versiones y materiales. Los más usuales son en fibra de vidrio, aunque también se pueden fabricar en lámina de aluminio o madera. Dentro de las variantes de materiales existen modelos como el modelo a Ras de cabina, modelo panorámico, u1v y safari, siendo el modelo a ras de cabina el más bajito que va casi o a ras de toldo del vehículo, el panorámico es más alto y puede ir con ciertas variaciones como entradas aerodinámicas o lisas, los modelos u1v y safari son propios de los modelos de lámina y se le considera u1v los modelos que no traen volado sobre cabina y safari a los que traen una extensión sobre el vehículo, también llamado volado sobre cabina.
Los principales fabricantes de cámperes en México son: Campers Leer, seguido de Arcafesa y Proa; son empresas establecidas en el estado de Jalisco y teniendo ligeros competidores como Campers Lider y Casetas de Oriente.